# Coelioxys hyalinipennis
Coelioxys hyalinipennis är en biart som beskrevs av Heinrich Friese 1935. Coelioxys hyalinipennis ingår i släktet kägelbin, och familjen buksamlarbin. Inga underarter finns listade i Catalogue of Life.